# Château de Palanok
Le château de Palanok  (ukrainien : Замок Паланок; hongrois : Munkács vára, Munkácsi vár, allemand : Plankenburg) est un système de fortifications incluant un musée situé à Oujhorod, en Ukraine. C'est aussi un monument classé.

## Histoire

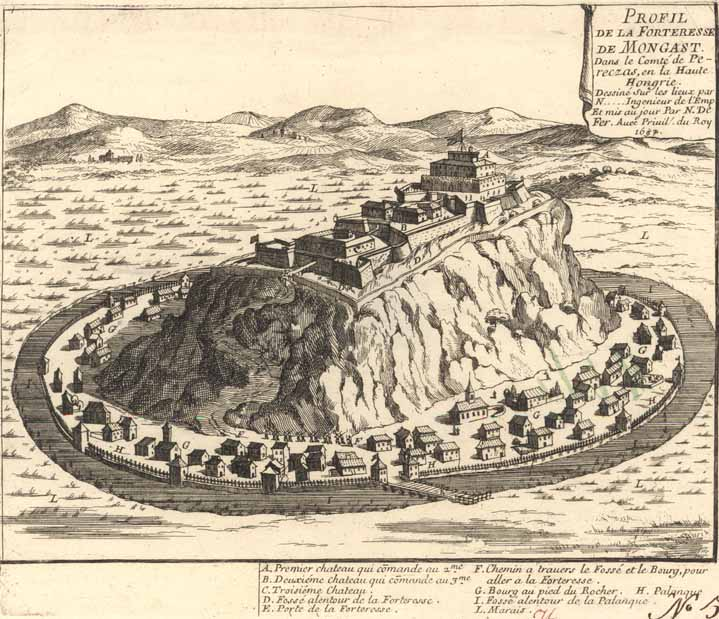
Le site en 1692.

Bâti sur le sommet d'une butte-témoin, le site est occupé depuis le néolithique. Au XIe siècle, les remparts sont renforcés sous le règne de Ladislas Ier de Hongrie. Le château est endommagé pendant la guerre transylvaine contre les Habsbourg menée par François II Rákóczi, alors prince de Transylvanie. Les Habsbourg sont vainqueurs. Au XIXe siècle c'est une caserne de l'armée austro-hongroise et pendant la première guerre mondiale, le site est disputé lors de l'offensive Broussilov et de la contre-offensive des Empires centraux. Lors de la dislocation de l'empire des Habsbourg en 1918, le château de Palanok devient une caserne pour l'armée tchécoslovaque.

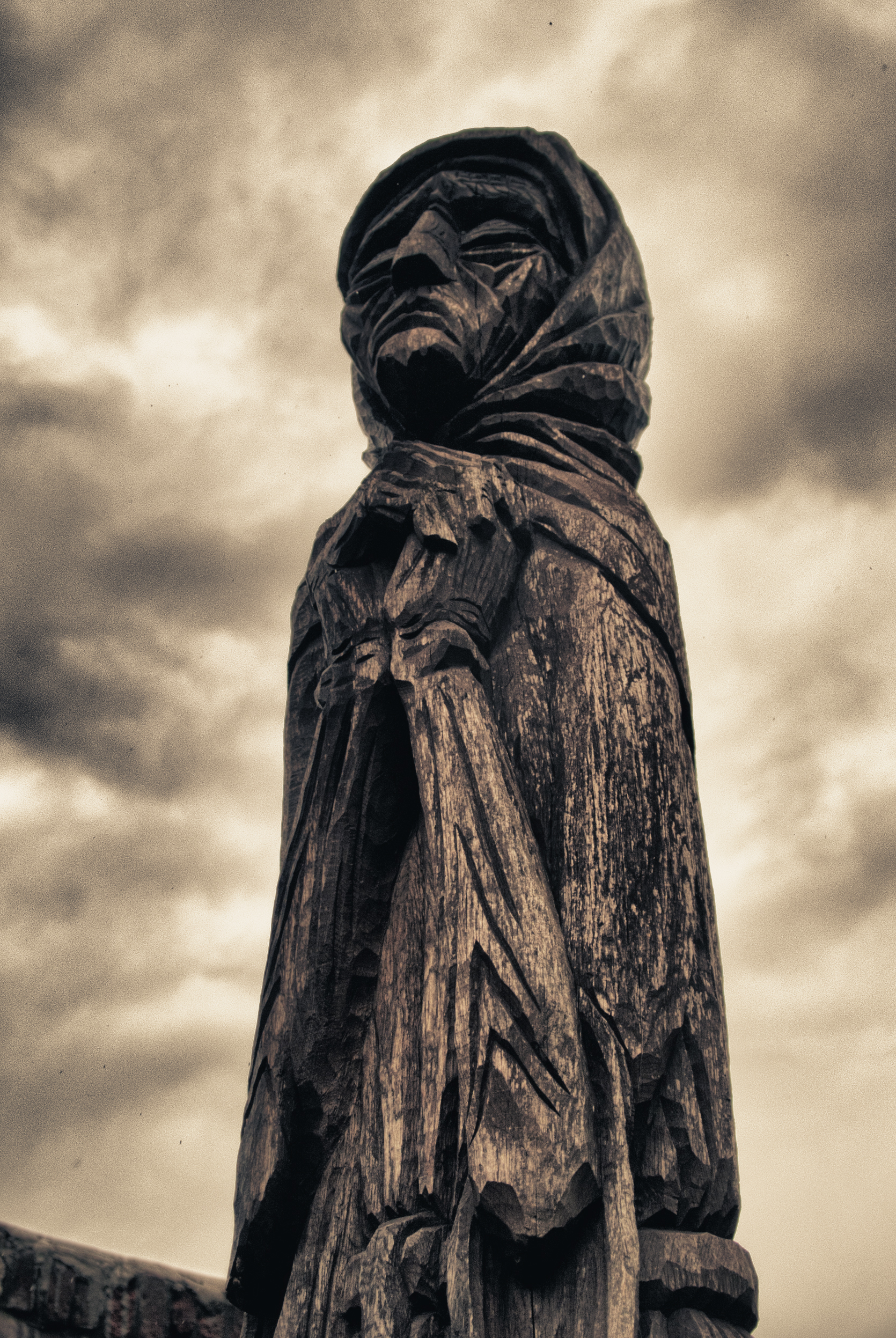
Monument commémorant l'Holodomor.

Hongrois en 1939 à la faveur des arbitrages de Vienne, il est réquisitionné par la Wehrmacht en 1944, puis par l'Armée rouge en 1945, au début de la période soviétique. Devenu vétuste, il est abandonné dans les années 1970. En travaux de 1971 à 1993, il est devenu un site d'expositions temporaires puis un musée permanent avec cent trente salles et des souterrains.

### Architecture

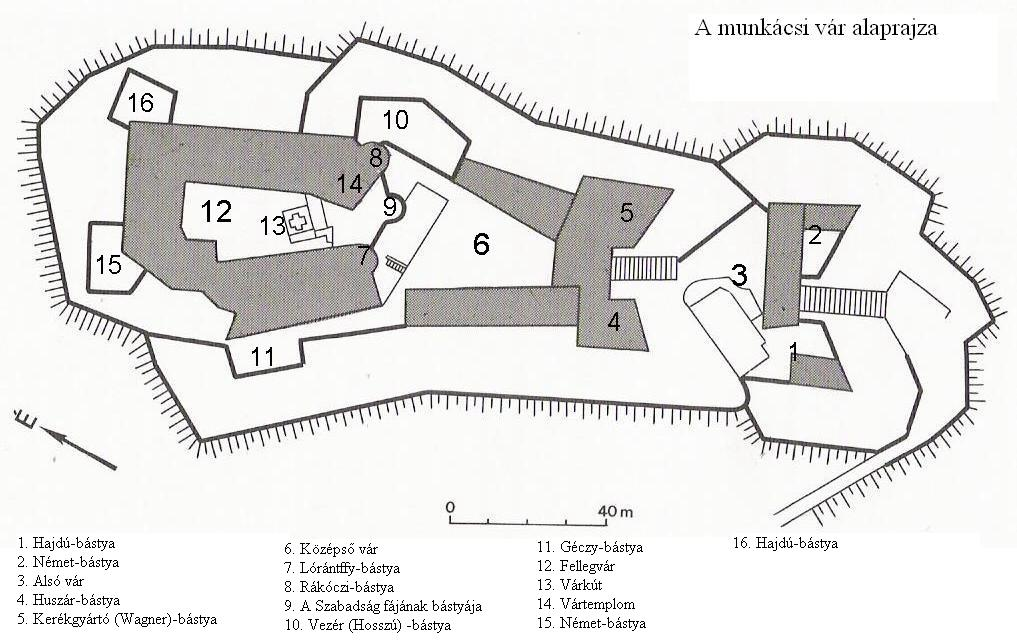
Plan
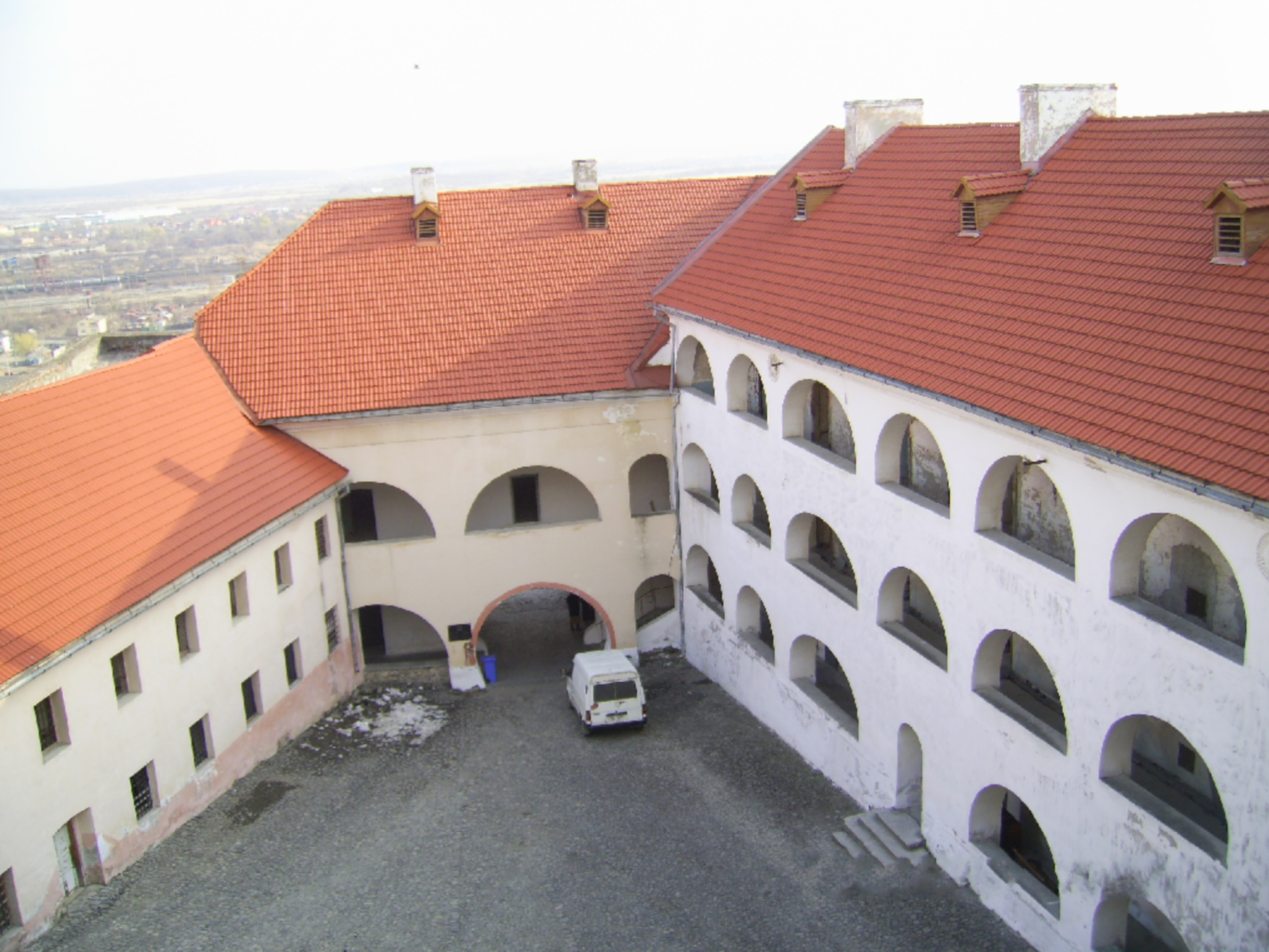
Une cour
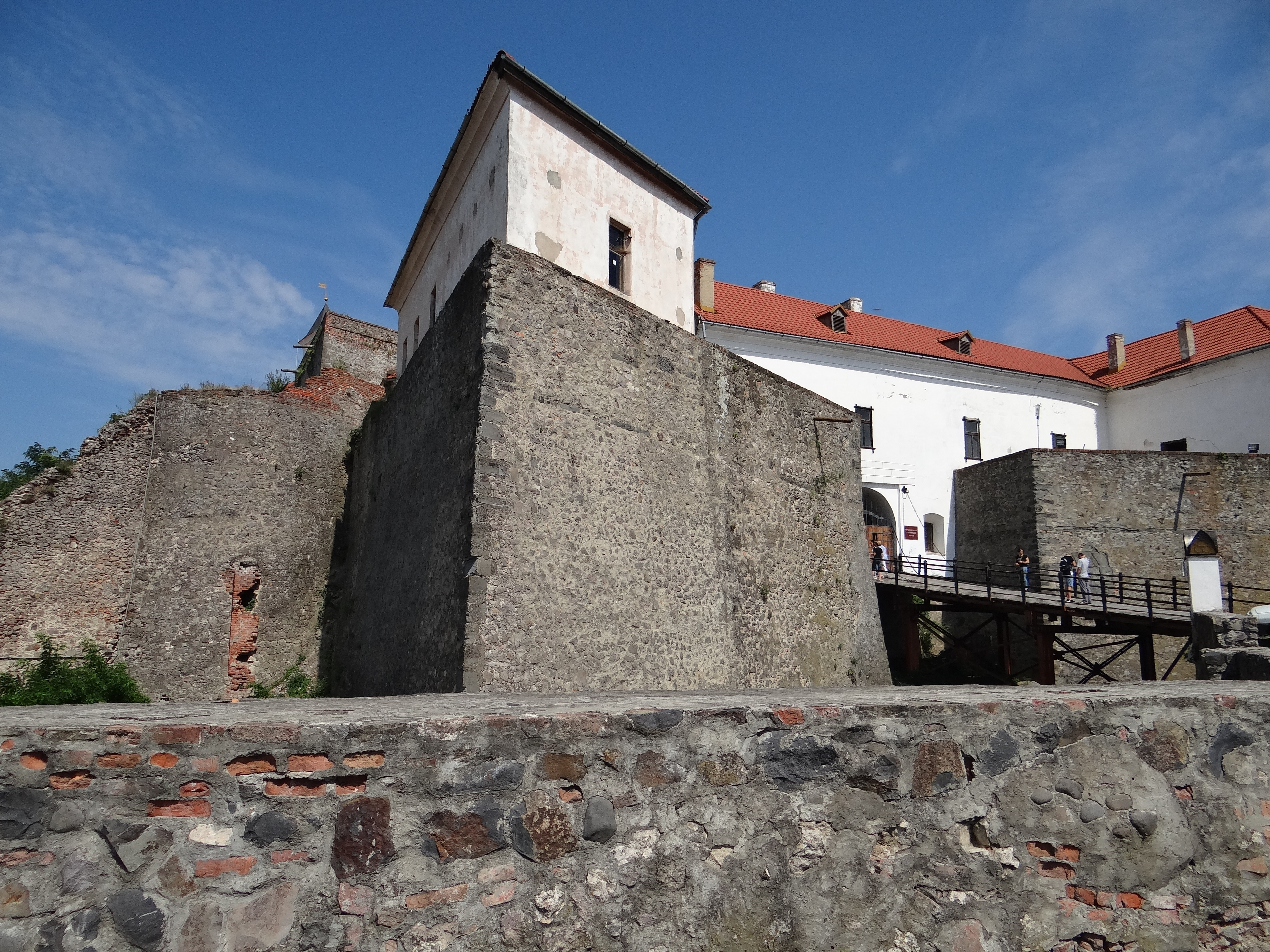
Fortification
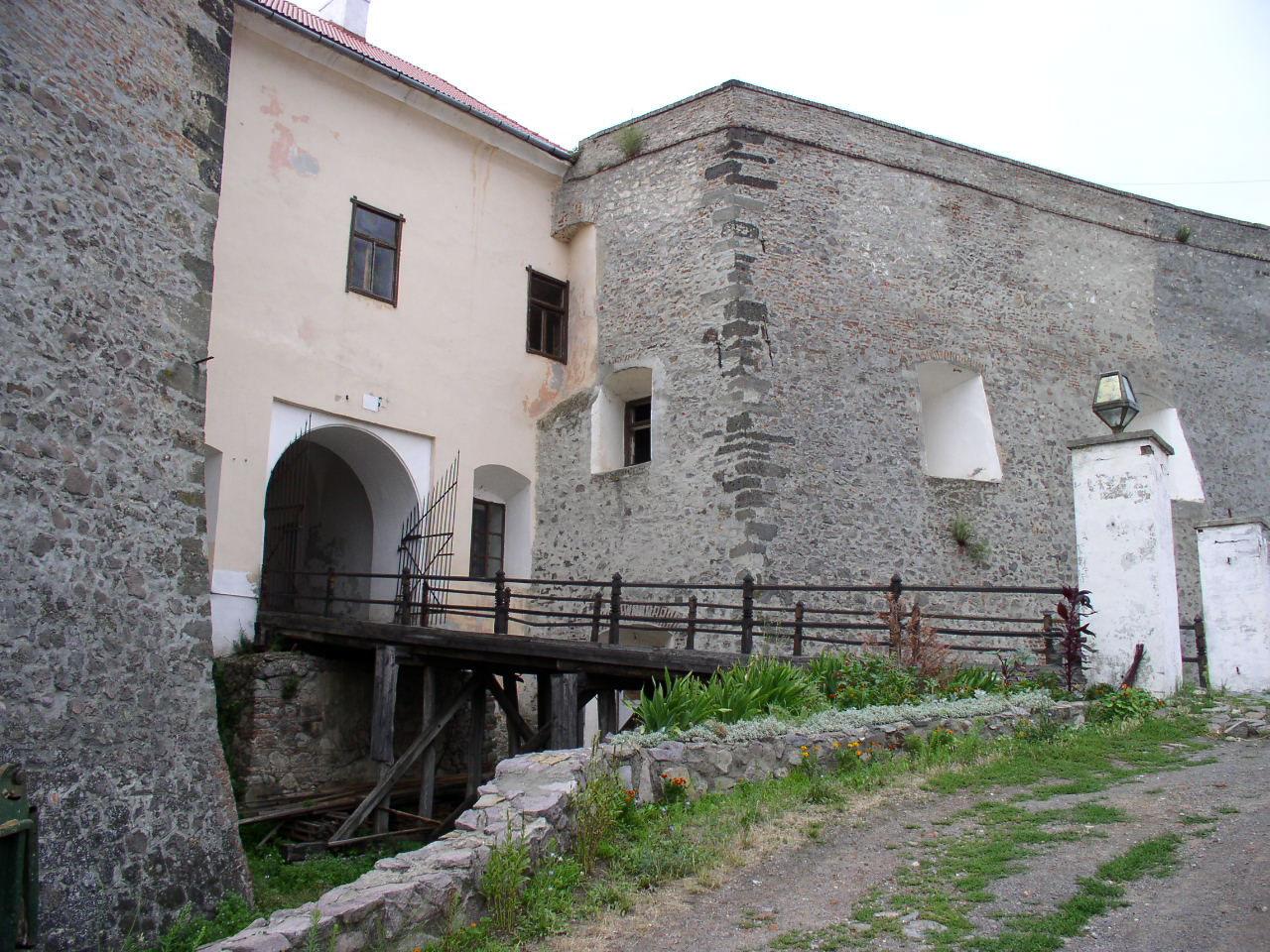
Entrée
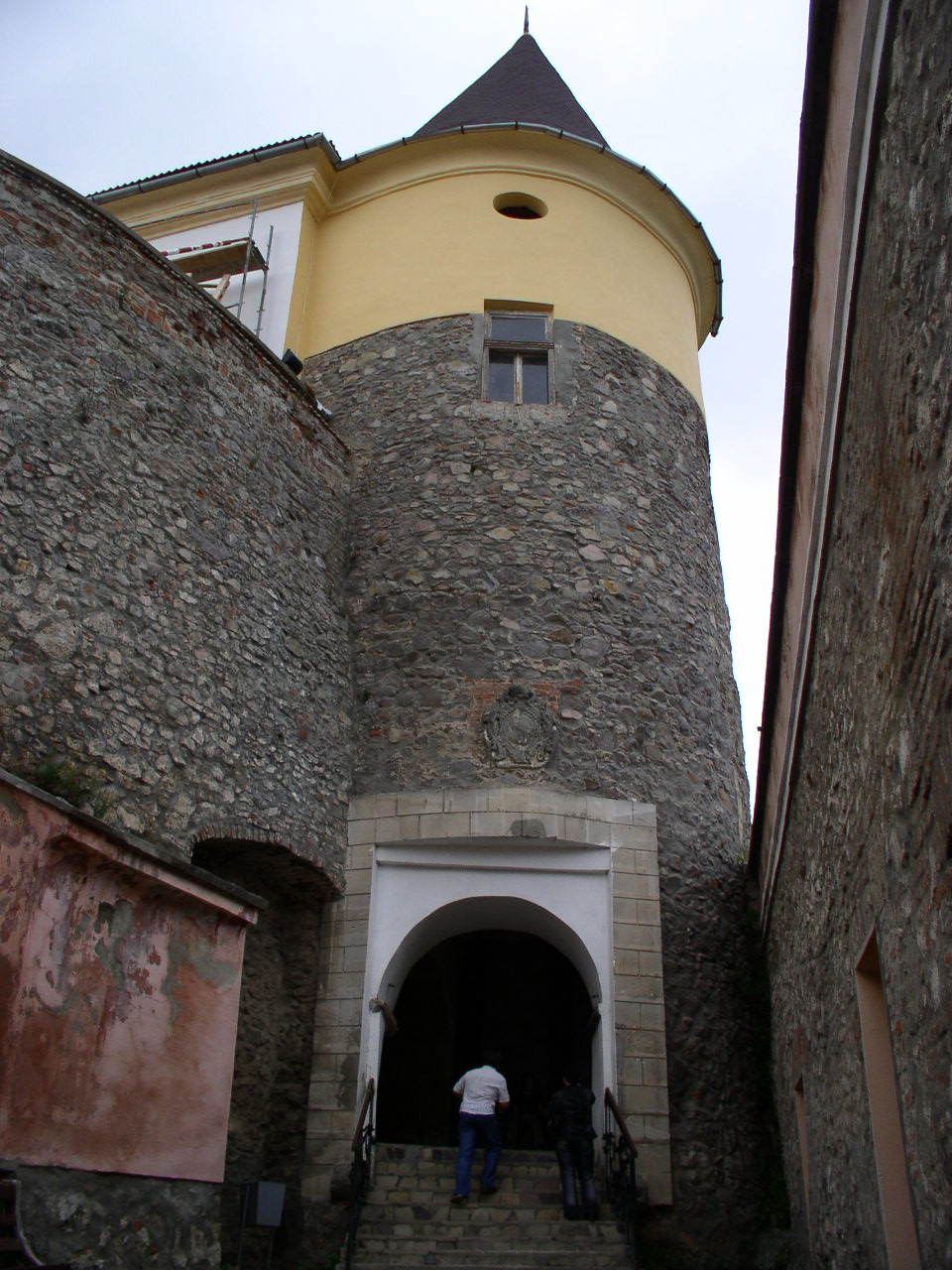
Tour

### Intérieur

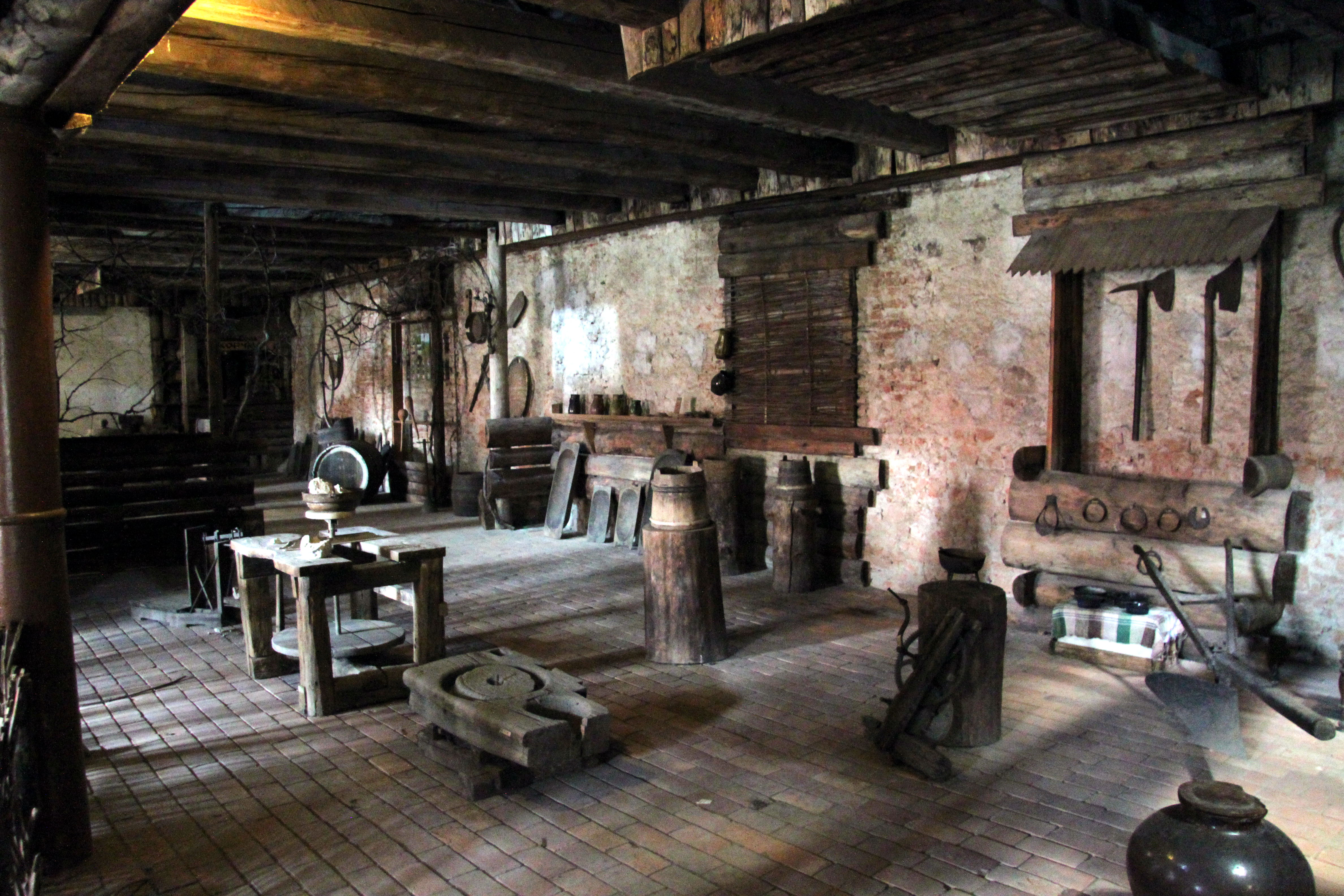
Salle
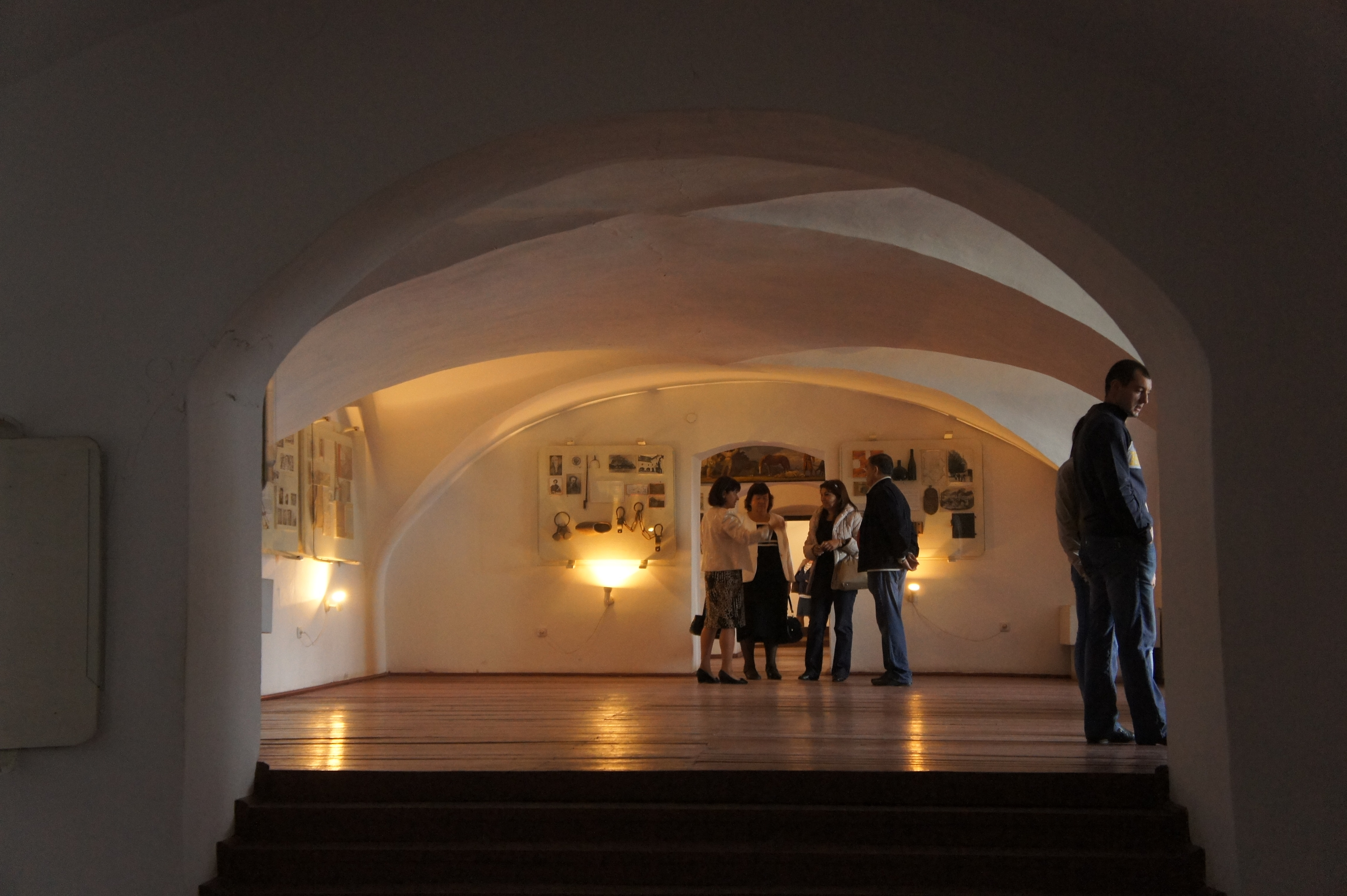
Expo d'ethnographie
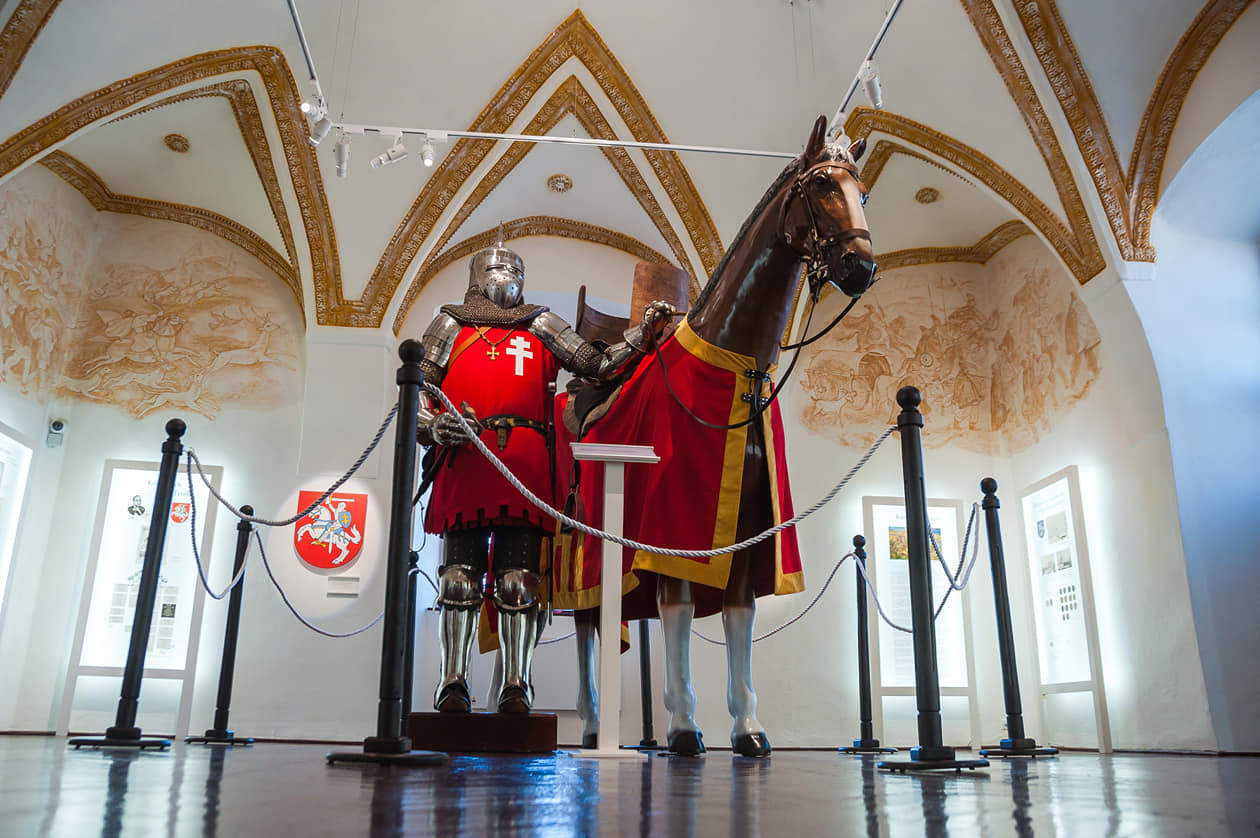
Salle Koriatovitch.